# Meihatsu
Meihatsu is een historisch Japans merk van motorfietsen.
Meihatsu: Kawasaki Meihatsu Industry Co. Ltd., Kanamachi, Katsushika-ku, Tokio (1953-1961). 
Japans merk dat kleine tweetakten van 123- tot 248 cc met een- en tweecilinder motoren produceerde. Daarnaast ook 350- en 500 cc eencilinders die sterk op AJS-en leken. De fabriek hoorde al bij Kawasaki en werd in 1961 aan de Kawasaki vliegtuigfabriek toegevoegd. De eerste Kawasaki-modellen werden nog onder de naam Meihatsu verkocht.